# Фазо-частотна характеристика
Фазо-часто́тна характери́стика (ФЧХ) — це зсув фази вихідного сигналу по відношенню до вхідного синусоїдного сигналу як функція частоти. На кожній досліджуваній частоті зсув фази можна визначити за синусоїдними сигналами на вході та виході чотириполюсника.